# Companhia de Desenvolvimento do Complexo Industrial e Portuário do Pecém
Companhia de Desenvolvimento do Complexo Industrial e Portuário do Pecém é uma sociedade de economia mista estadual que atua como a Autoridade Portuária responsável pela gestão do porto do Pecém, a zona industrial adjacente e a Zona de Processamento de Exportação do Ceará que, conjuntamente, compõem o Complexo Industrial e Portuário do Pecém.

## Histórico
Em março de 1995, por solicitação do governo do estado do Ceará, tendo a frente o governador Tasso Jereissati, em parceria com o Governo Federal, sob comando do então presidente Fernando Henrique Cardoso, foram iniciados pelo Grupamento de Navios Hidroceanográficos da Marinha do Brasil estudos para resolver o imbróglio. E a construção de um novo porto era esperada. Ao certo, São Gonçalo do Amarante e Paracuru tinham as condições ideais para o recebimento da estrutura, sendo a região do acidente geográfico denominado de Ponta do Pecém em São Gonçalo do Amarante a mais adequada, pois oferecia um abrigo natural e uma enseada com profundidade suficiente para a construção.
A Companhia de Integração Portuária do Ceará - Cearáportos teve a sua criação autorizada pela Lei n.º 12.536 /95, de 22 de dezembro de 1995.
As obras tiveram início em maio de 1996 e em 2001 foi concluído o quebra-mar. 
Em junho de 2001, ocorreu assinatura do Contrato de Adesão nº 091/2001 entre o Governo do Estado do Ceará e o Ministério dos Transportes, que caracterizou o Porto de Pecém como sendo um Terminal de Uso Privado (TUP) e não como um Terminal Organizado.

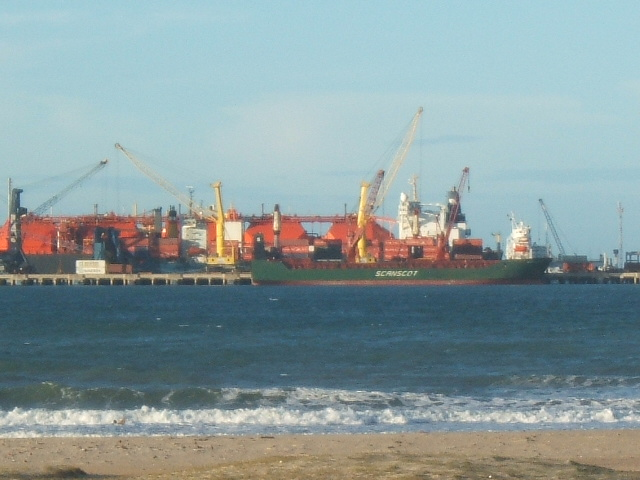
Navios atracados no porto.

O início da operação comercial ocorreu em novembro de 2001. A inauguração oficial do Porto do Pecém se deu em março de 2002. Na primeira fase, houve a movimentação de granéis líquidos, trazidos pela Petrobras.
Em 2016, o Governo do Ceará e a União celebraram contrato de adesão autorizando a exploração do Porto do Pecém por mais 25 anos.
Em 2017, com a lei n° 16.372, de 11 de outubro de 2017, a Cearáportos teve o seu escopo ampliado, tornando a Companhia Administradora da Zona de Processamento de Exportação do Ceará (ZPE-CE) sua subsidiária. A companhia também teve a denominação social alterada para Complexo Industrial e Portuário do Pecém S.A (CIPP S.A) para dar maior abrangência à sua atuação. A estatal passou a ser vinculada administrativamente à Secretaria de Desenvolvimento Econômico (SDE) e não mais à Secretaria da Infraestrutura (Seinfra).
Em 2018, o Governo do Ceará firmou uma parceria com o Porto de Roterdã, da Holanda para o aumento de participação no CIPP.